# Sankt Stefan im Rosental
Sankt Stefan im Rosental osztrák mezőváros Stájerország Délkelet-stájerországi járásában. 2017 januárjában 3966 lakosa volt. 

## Elhelyezkedése

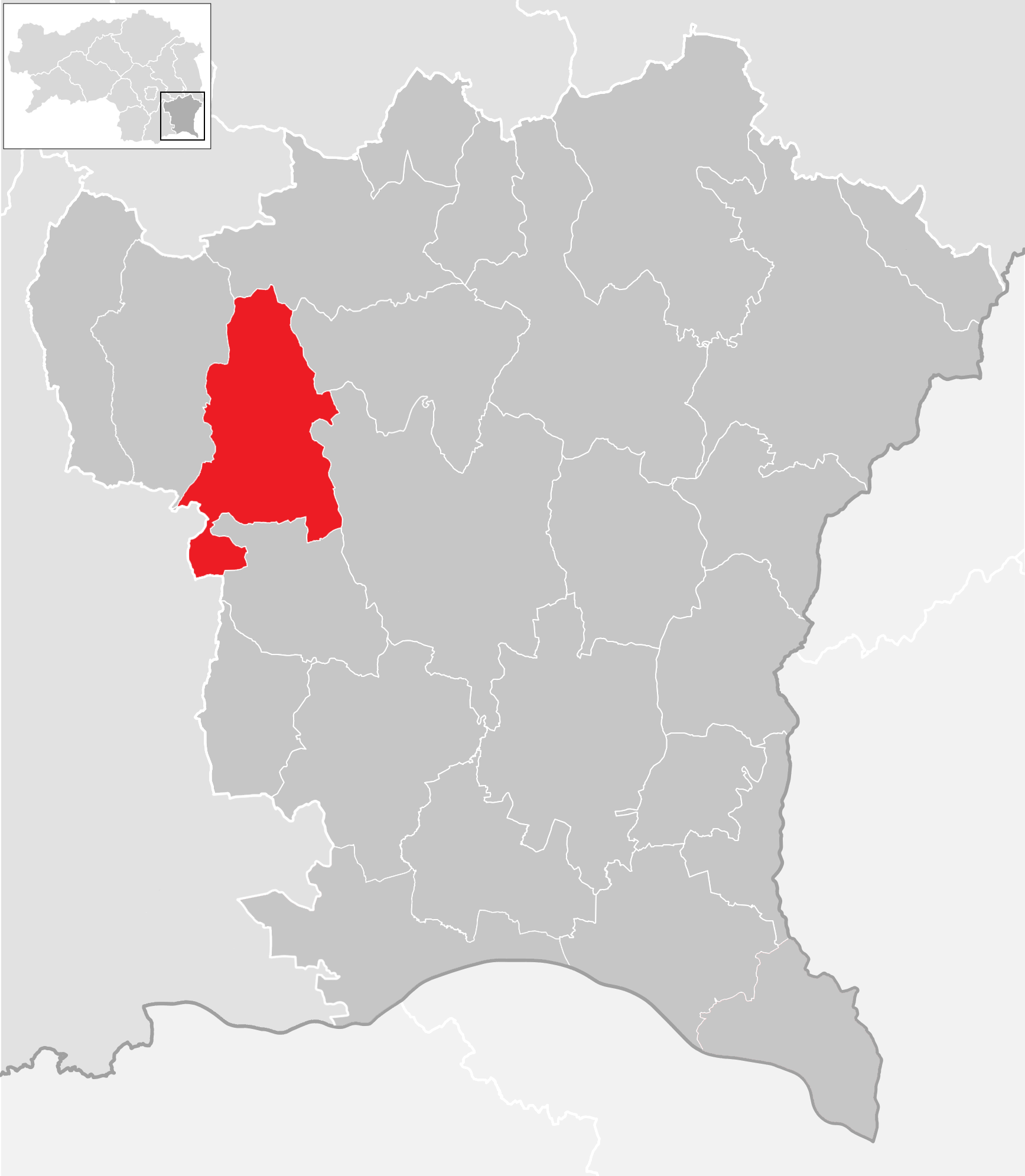
Sankt Stefan im Rosental a Délkelet-stájerországi járásban

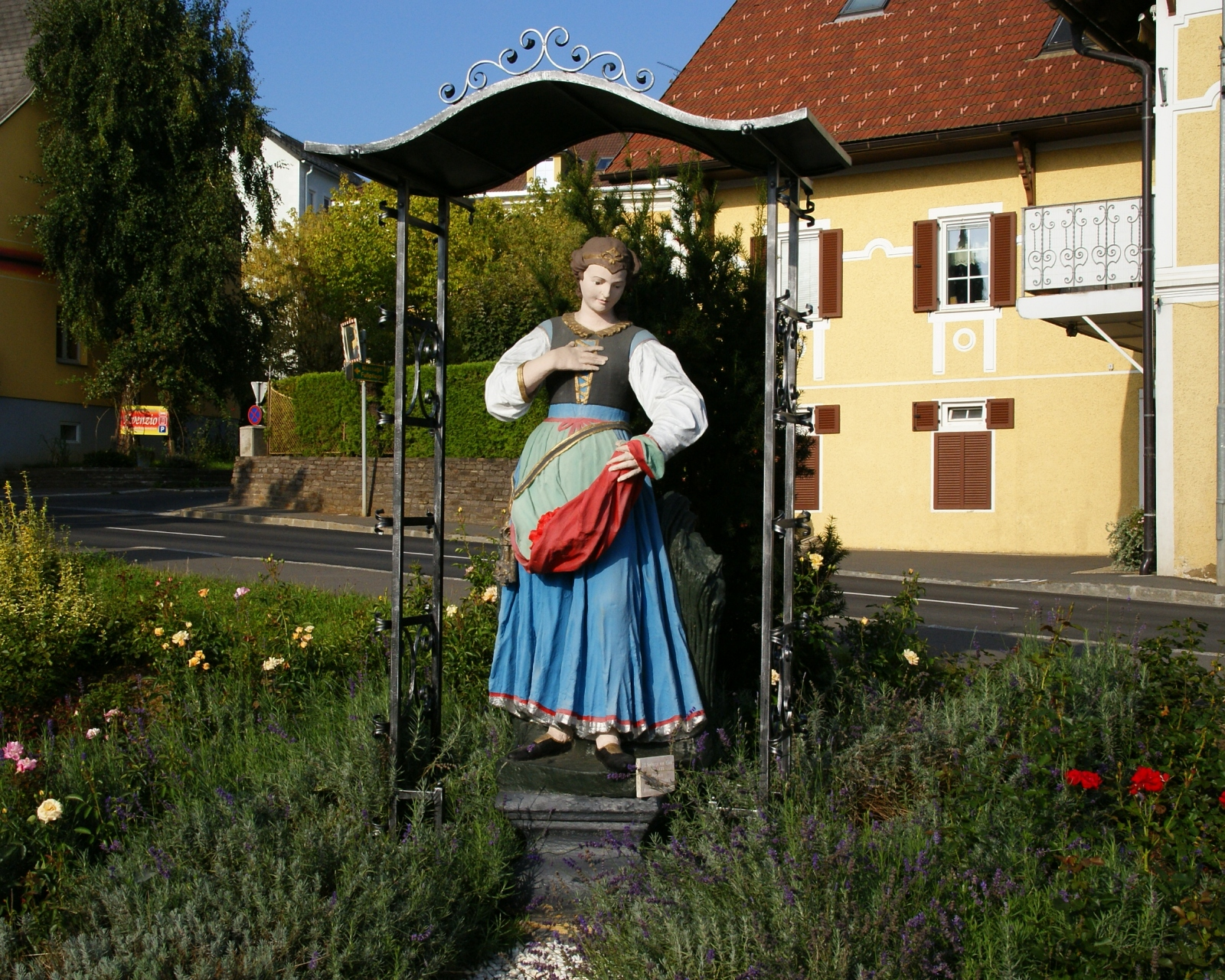
Szt. Notburga szobra

Sankt Stefan im Rosental a Kelet-Stájerország régióban, a Kelet-stájer dombságon fekszik, kb. 27 km-re délkeletre Graztól. Az önkormányzat 6 katasztrális községre osztva (Aschau, Glojach, Krottendorf, Lichtenegg, St. Stefan im Rosental, Trössengraben,) két települést egyesít: Glojach (228 lakos) és Sankt Stefan im Rosental (3770 lakos).
A környező önkormányzatok: nyugatra Kirchbach-Zerlach, északra Kirchberg an der Raab, keletre Paldau, délkeletre Gnas, délre Jagerberg, délnyugatra Schwarzautal.

## Története
Rosental területe már az ókorban is lakott volt, a temetők és a mintegy 50 római pénzérme arról tanúskodik, hogy kelták és rómaiak egyaránt éltek itt. A népvándorlás végén szlávok, a 8. században pedig bajorok települtek meg a térségben, ám a magyar honfoglalás után Kelet-Stájerország határvidékké vált, amelynek a gyakori portyázások miatt lakossága jelentősen visszaesett. Csak akkor vált lehetővé a lakosok visszatelepülése, miután III. Henrik 1042-1044 között véglegesen birodalmához csatolta a régiót. Rosental a nevét a legenda szerint egy Rosa nevű nő után kapta, aki végakaratában az egyházra hagyta a földbirtokát. Egy másik legenda arról mesél, hogy a Greinerkogel tetején épült vár ura foglyokat tartott a tömlöcében. Lánya nem szenvedhette azok szenvedéseit és titokban ételt hordott nekik. A várúr egy napon rajtakapta és megkérdezte, mi van a kötényében. A lány azt felelte, hogy rózsák, és amikor apja leellenőrizte, az étel valóban rózsákká változott.
1248-ban Fülöp salzburgi érsek a seckaui apátságnak adományozta Sankt Georgen an der Stiefing egyházközségét: ehhez tartozott ekkor St. Stefan. 1256-ban elzálogosították Gundacker von Gleitsaunak, majd 1269-ben Seckau visszaváltotta. Utóbbi oklevélben említik először a település nevét. Az apátság 1406-os urbáriuma szerint az akkori St. Stefan egyházközséghez tartozó 13 faluban összesen 141 ház volt. A falvak közvetlen birtokosa mintegy kétszáz éven át a Hagegk-nemzetség volt, amely 1450-ben kihalt és utánuk a grazi Thomann Rottaler szerezte meg a birtokot.
Sankt Stefan 1964-ben kapta meg a mezővárosi státuszt. 2004-ben sikeretlenül pályáztak a városi rangra. 2015-ben a stájerországi közigazgatási reform során a szomszédos Glojach községet az önkormányzathoz csatolták.  

Sankt Stefan im Rosental látképe

## Lakosság
A Sankt Stefan im Rosental-i önkormányzat területén 2017 januárjában 3966 fő élt. A lakosságszám 2001-ben érte a csúcsát 4074 fővel, azóta csökkenő tendenciát mutat. 2015-ben a helybeliek 97,8%-a volt osztrák állampolgár; a külföldiek közül 0,5% a régi (2004 előtti), 1,3% az új EU-tagállamokból érkezett. 2001-ben a lakosok 96,5%-a római katolikusnak, 0,5% evangélikusnak, 1,9% pedig felekezet nélkülinek vallotta magát. Ugyanekkor 9 magyar élt a mezővárosban.

## Látnivalók

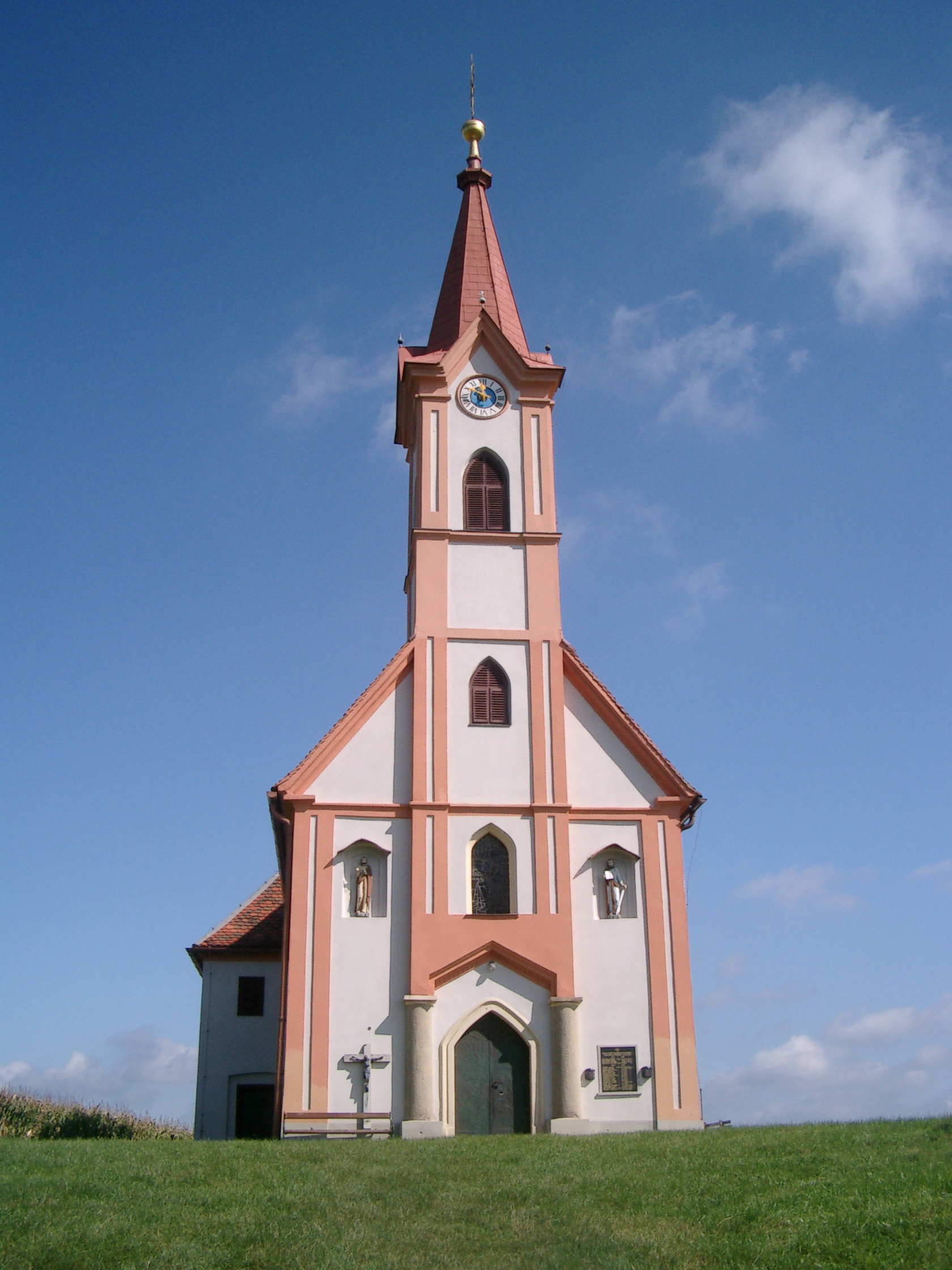
A glojachi Szentháromság-kápolna

- a Szt. István-plébániatemplom mai formájában 1660-ban készült el.
- a glojachi Szentháromság-kápolna
- Szt. Notburga szobra a 18. század második feléből származik
- az 1730-ban felállított Szt. Lénárd-szobor

## Híres Sankt Stefan im Rosental-iak
- Alois Kothgasser (1937-) salzburgi érsek 2003-2014 között
- Johann Lafer (1957) szakács, televíziós műsorvezető

## Fordítás
- Ez a szócikk részben vagy egészben  a   Sankt Stefan im Rosental című német Wikipédia-szócikk ezen változatának fordításán alapul.  Az eredeti cikk szerkesztőit annak laptörténete sorolja fel. Ez a jelzés csupán a megfogalmazás eredetét és a szerzői jogokat jelzi, nem szolgál a cikkben szereplő információk forrásmegjelöléseként.